# 로라 해밀턴
로라 해밀턴(Laura Hamilton, 1982년 4월 24일 ~ )은 잉글랜드의 사회자이다.